# Молодой Рейнланд
Молодой Рейнланд (нем. Das Junge Rheinland) — союз немецких художников-модернистов, возникший в 1919 году в Дюссельдорфе.
Группа Молодой Рейнланд была образована 24 февраля 1919 года писателем Гербертом Ойленбергом и художниками Адольфом Узарски и Артуром Кауфманом. Новый союз должен был представлять интересы молодых художников из Рейнской области и участвовать в организации выставок. Многие из членов Молодого Рейнланда ранее были связаны с группой Рейнский экспрессионизм. Работы художников зачастую были представлены в дюссельдорфской художественной галерее Иоганны Эй «Молодое искусство — фрау Эй».
Вместе с другими художественными союзами западной части Германии, такими, как Зондербунд, дюссельдорфским «Союзом активистов», «Кёльнским обществом искусств», «Дуйсбургским художественным союзом», «Художественной группой Нижнего Рейна» и др., Молодой Рейнланд представлял часть политически левоориентированной немецкой интеллигенции, творившей в период между двумя мировыми войнами. Молодой Рейнланд стал широко известен с 1922 года, после проведённой большой выставки работ его членов.
К группе Молодой Рейнланд относились такие художники и скульпторы, как Отто Дикс, Макс Эрнст, Йозеф Энзелинг, Петер Янсен, Карло Мензе, Хайнрих Науэн, Людвиг тен Хомпель, Жан-Поль Шмиц, Лоренц Бёскен, Карл Швезиг, Отто Панкок, Эрнст Готшалк, Вальтер Офей, Вилль Ламмерт, Карл Лаутербах, Ульрих Леман, Матиас Барц, и другие. В 1923 году из этого объединения вышла «Рейнская группа», в 1928 году воссоединившаяся с Молодым Рейнландом и некоторыми другими творческими союзами в Рейнский сецессион.
В 1930 году «Рейнская группа», после длительных творческих дискуссий, выходит из объединения Рейнский сецессион. В 1933 году «Рейнская группа» и «Молодой Рейнланд» самораспускаются. Просуществовавший до 1938 года «Рейнский сецессион» был распущен нацистскими властями. В 1946 году объединение «Рейнский сецессион» было восстановлено.